# بابادو
بابادو (أو بابانا) (مات 1710) هو قاطع طريق عاش في أوائل القرن الثامن عشر في الهند والذي ارتقى من أصله المتواضع ليصبح بطلا شعبيا. وقد وصفت باربرا وتوماس وميتكالف أعماله بأنه "مثيل روبن هود"،  في حين يعتبره ريتشارد إيتون مثالا جيدا على اللصوصية الاجتماعية.
عاش بابادو في الفترة في الفترة التي وسعت سلطنة دلهي مصالحها نحو منطقة ولاية أندرا برديش وعندما تصاعدت التوترات بين الحاكم المسلم أورنجزيب والجماهير الهندوسية. قرب أواخر حياته، بعد وفاة أورنجزيب ما لحق من صراع على السلطة، استطاع بابادو أن يزيد من ثرواته، ولا سيما بعد الغارة على مدينة الأثرياء ورنجل. ورغم أصله المتواضع، تولى بعض مناصب الملك.
بين عامي 1702 و 1709 تم محاصرة بابادو ورجاله أربع مرات حينما حوصر حصنه في شاهبور. ألقي القبض عليه وأعدم في 1710.